# Center for Applied Linguistics
El Centro de Lingüística Aplicada (en inglés: Center for Applied Linguistics, abreviatura CAL) es una organización privada sin fines de lucro que describe su misión como "trabajar para mejorar la comunicación con un mejor entendimiento del idioma y la cultura".
El CAL tiene su sede en Washington y brinda una variedad de servicios, información y recursos relacionados con la lengua y cultura. 